# Jean-Baptiste Digneffe
Pour les articles homonymes, voir Digneffe.
Jean-Baptiste Digneffe (1761-?) est un homme politique français.

## Biographie
Né le 3 octobre 1761 à Liège, avocat de profession, Jean-Baptiste Digneffe est notamment membre de la régence du pays de Liège de 1789 à 1791, puis brièvement député de l'Ourthe en 1799. Sous l'Empire, il est candidat infortuné au Corps législatif et au Sénat conservateur. La date de sa mort ne nous est pas connue.